# Fleury-sur-Andelle
Fleury-sur-Andelle je naselje in občina v severnem francoskem departmaju Eure regije Zgornje Normandije. Leta 2008 je naselje imelo 1.879 prebivalcev.

## Geografija
Kraj leži v pokrajini Normandiji ob reki Andelle, 52 km severovzhodno od Évreuxa.

## Uprava
Fleury-sur-Andelle je sedež istoimenskega kantona, v katerega so poleg njegove vključene še občine Amfreville-les-Champs, Amfreville-sous-les-Monts, Bacqueville, Bourg-Beaudouin, Charleval, Douville-sur-Andelle, Écouis, Flipou, Gaillardbois-Cressenville, Grainville, Houville-en-Vexin, Letteguives, Ménesqueville, Mesnil-Verclives, Perriers-sur-Andelle, Perruel, Pont-Saint-Pierre, Radepont, Renneville, Romilly-sur-Andelle in Vandrimare s 16.219 prebivalci.
Kanton Fleury-sur-Andelle je sestavni del okrožja Les Andelys.

## Zanimivosti
- cerkev Notre-Dame-de-la-Vallée iz 19. stoletja;